# 李祥 (成化進士)
李祥（1451年—？），字囗善，廣東廣州府南海縣人，民籍，明朝政治人物。進士出身。

## 生平
早年出身國子生，廣東鄉試中举。成化十四年（1478年）戊戌科會試第一百九十名，殿試登進士第二甲第一百零三名。

## 家族
曾祖父李小悌。祖父李□。父亲李華。母黎氏，继母吴氏。具庆下。娶馮氏。